# 臺北府撫民理番同知
台北府撫民理番同知隸屬於福建台灣省，為台灣清治時期台灣建省後的重要地方官職，始設置於1888年，官職品等則為正五品。台灣理番同知官職專司負責大台北治安與原住民事務。